# Житниковское
Житниковское — село в Каргапольском районе Курганской области. Входит в состав Чашинского сельсовета.

## Географическое положение
Село Житниковское расположено на юго-западном берегу большого озера Иткуль, среди лесов и болот, в местности крайне неблагоприятной для здоровья жителей, почва частично чернозёмная, но больше глинистая. Село находится примерно в 21 км (23 км по автодороге) к востоку от посёлка Каргаполье; в 60 км (70 км по автодороге) к северо-западу от города Кургана.

## История села
В 1848 году прибыли переселенцы из Оханского и Кунгурского уездов Пермской губернии, которые основали поселение, названное потом по фамилии одного из первых поселенцев из деревни Магуевки Сабарского общества Черноярской волости Кунгурского уезда (Александр Егоров Житников или Павел Иванов Житников). Вскоре после того таким же образом были основаны деревни Жикина, Шабурова и Никольская, которые вошли в состав Каргапольского прихода. Все сельчане были русскими, по сословию крестьяне, и основным занятием было хлебопашество.
До революции село Житниковское относилась к Каргапольской волости Шадринского уезда Пермской губернии.
В конце июня — начале июля 1918 года установлена белогвардейская власть. Постановлением 49 очередного уездного Собрания от 31 января 1919 года и 7 февраля 1919 года образована Житниковская волость. В начале августа 1919 года восстановлена Советская власть.
В 1919 году образован Житниковский сельсовет.
В годы Советской власти жители работали в колхозе «Большевик», затем в Житниковском свиноводческом совхозе. 
Житниковский сельсовет упразднён Законом Курганской области от 27 июня 2018 года N 64. Ныне село входит в состав Чашинского сельсовета.

## Михайловская церковь
В 1862 году был построен деревянный храм, который был освящён 20 Марта 1865 года во имя архистратига Михаила. Иконостас был куплен первоначально старый в Балканской церкви, а в 1886 году заменён новым, устроенным старанием прихожан. В 1876 году храм снаружи был опалублен, а в 1878 году внутри оштукатурен. На сходе 22 Марта 1898 года сельчане постановили строить каменный храм, была совершена закладка храма. В пользование причта (священника и псаломщика) предоставлены общественные дома. В 1908 году построена кирпичная церковь эклектичной архитектуры, четверик со срезанными углами, завершенный декоративным пятиглавием, с пониженными объемами алтаря, боковых притворов и трапезной, над которой была поставлена колокольня. Закрыта не позже 1930-х. В 1990-х возвращена верующим, восстанавливается. Настоятель храма Архангела Михаила иеромонах Феодосий (Биттнер).

## Школа
В 1882 году начато обучения детей грамоте в доме крестьянина А.А. Чеснокова. В 1902 году появилась церковно-приходская школа. В 1919 году организована четырёхклассная начальная школа. В 1933 году открыта семилетняя школа. В 1960 году школа преобразована в восьмилетнюю. В 1986 году школа реорганизована в среднюю. Ныне МКОУ «Житниковская СОШ».

## Общественно-деловая зона
Установлен памятник участникам гражданской войны с надписью: «СОСНИН Тимофей Иванович Посвящается тебе и твоим соратникам в борьбе за Советскую власть».
В 1966 году установлен обелиск и кирпичная стена с металлическими плитами с фамилиями погибших в Великой Отечественной войне.

## Население
| 1869 | 1904  | 1920  | 1926  | 1989  | 2002 | 2010 |
| ---- | ----- | ----- | ----- | ----- | ---- | ---- |
| 1245 | ↗1325 | ↗1678 | ↗1902 | ↘1115 | ↘854 | ↘742 |

На 2010 год население составляло 742 человек.
Национальный состав
- По переписи населения 2002 года проживало 854 человек, из них русские  — 95 %.
- По переписи населения 1926 года проживало 1902 человека, все русские.